# Edward Marian Peristy
Edward Marian Peristy (ur. 15 maja 1897 w Przemyślu, zm. 1 października 1959 w Londynie) – podpułkownik saperów Wojska Polskiego i Polskich Sił Zbrojnych, działacz niepodległościowy, kawaler Orderu Virtuti Militari.

## Życiorys
Edward Marian Peristy urodził się 15 maja 1897 roku w Przemyślu, jako syn Zachariasza i Wiktorii z domu Rejmańskiej. Od 1912 roku działał w Związku Strzeleckim. 4 sierpnia 1914 roku wstąpił do Legionów Polskich i otrzymał przydział do kompanii saperów I Brygady. Po kryzysie przysięgowym internowany w Przemyślu, gdzie przebywał od początku września do 24 listopada 1917 roku. Następnie został wysłany na front włoski, w ramach armii austriackiej. Od 2 listopada 1918 roku uczęszczał do Wyższej Szkoły realnej w Stanisławowie, gdzie w czerwcu 1919 roku otrzymał świadectwo dojrzałości. W tym też okresie należał do Polskiej Organizacji Wojskowej. Służbę w Wojsku Polskim rozpoczął 1 lipca 1919 roku. 17 lipca 1919 roku jako plutonowy batalionu etapowego w Stanisławowie został mianowany z dniem 1 lipca 1919 roku podchorążym i otrzymał przeniesienie do kompanii zapasowej I baonu saperów. 
W 1921 roku wziął udział w Kursie Pontonierskim w Modlinie. W 1922 roku, po ukończeniu kursu, został przeniesiony do 4 pułku saperów. W 1923 roku został przeniesiony do 6 pułku saperów, w którym pełnił obowiązki dowódcy XII batalionu saperów. W 1924 roku był słuchaczem Kursu Doszkolenia Oficerów Saperów w Kościuszkowskim Obozie Szkolnym Saperów w Warszawie. Po ukończeniu kursu powrócił na poprzednio zajmowane stanowisko w 6 pułku saperów. W 1928 roku objął stanowisko kwatermistrza 6 pułku saperów. 29 stycznia 1929 roku został komendantem kadry 6 pułku saperów w Przemyślu. 23 sierpnia 1929 roku został przeniesiony do dowództwa 4 Dywizji Piechoty w Toruniu na stanowisko szefa saperów. W tym czasie należał do Koła Przyjaciół Harcerzy. 23 października 1931 roku został przeniesiony do 8 batalionu saperów w Toruniu na stanowisko oficera do spraw wyszkolenia. 2 listopada 1931 roku został skierowany na 6 miesięczny kurs taktyczny dla oficerów saperów przy Wyższej szkole Wojennej. W 1934 roku został przeniesiony do 5 batalionu saperów w Krakowie na stanowisko zastępcy dowódcy batalionu. W 1935 roku został zastępcą dowódcy 3 batalionu Saperów Wileńskich. 11 maja 1937 roku został przeniesiony do Rezerwy Personalnej Oficerów przy Inspektorze Saperów z jednoczesnym przydziałem do składu osobowego inspektora armii, generała dywizji Stefana Dąb-Biernackiego. W 1939 roku pozostawał w Rezerwie Personalnej Oficerów przy Inspektorze Saperów. W 1939 roku dostał się do niewoli radzieckiej i został umieszczony w obozie w obozie jenieckim NKWD w Griazowcu. Na mocy porozumienia polsko-radzieckiego został zwolniony i udał się do nowo tworzonej Armii generała Andersa. Był dowódcą saperów 6 Lwowskiej Dywizji Piechoty, następnie w pełnił służbę w Komisji Studiów Wojskowych 2 Korpusu. Walczył we Włoszech. Zmarł 1 października 1959 roku w Londynie.

## Awanse
- kapitan – starszeństwo z dniem 1 czerwca 1919[7]
- major – starszeństwo z dniem 1 stycznia 1928 i 12. lokata[21]
- podpułkownik – starszeństwo z dniem 19 marca 1939[22][23]

## Ordery i odznaczenia
- Krzyż Srebrny Orderu Wojskowego Virtuti Militari nr 7477 – 17 maja 1922[24][25][2]
- Krzyż Niepodległości –  4 lutego 1932 „za pracę w dziele odzyskania niepodległości”[26][27]
- Krzyż Walecznych czterokrotnie: po raz pierwszy w 1922[28], po raz 2, 3 i 4 w 1923[29]
- Złoty Krzyż Zasługi –  10 listopada 1928 „w uznaniu zasług, położonych w poszczególnych działach pracy dla wojska”[30][31]
- Odznaka „Za wierną służbę”[32]